# Taťjana Ovečkinová
Taťjana Ovečkinová (rusky Татьяна Николаевна Овечкина; * 19. března 1950 Moskva, Sovětský svaz) je bývalá sovětská basketbalistka, sovětská reprezentantka. Je dvojnásobnou olympijskou vítězkou z let 1976 a 1980. V roce 1975 se stala mistryní světa a v letech 1970–1980 6× mistryní Evropy.
Jejím synem je ruský hokejista Alexandr Ovečkin.